# هدرانج بلوطي الأوراق
هدرانج بلوطي الأوراق (الاسم العلمي:Hydrangea quercifolia) هو نوع من النباتات يتبع جنس الهدرانج من الفصيلة الهدرانجية.

## معرض صور

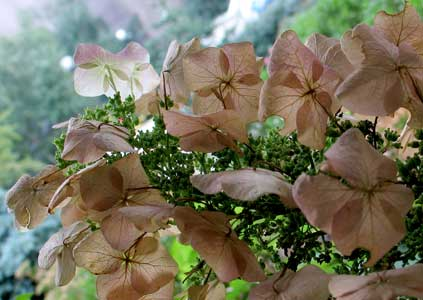
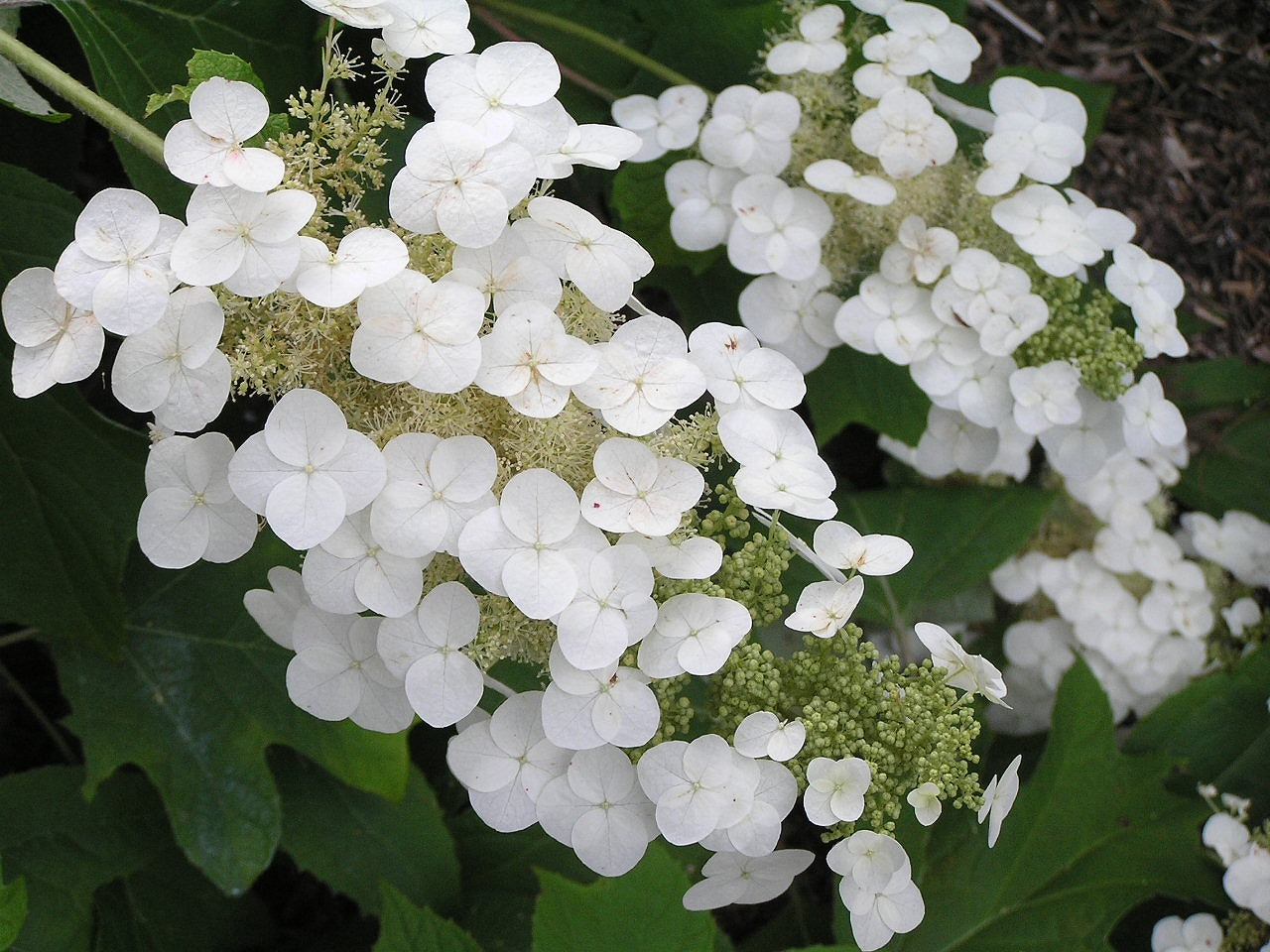
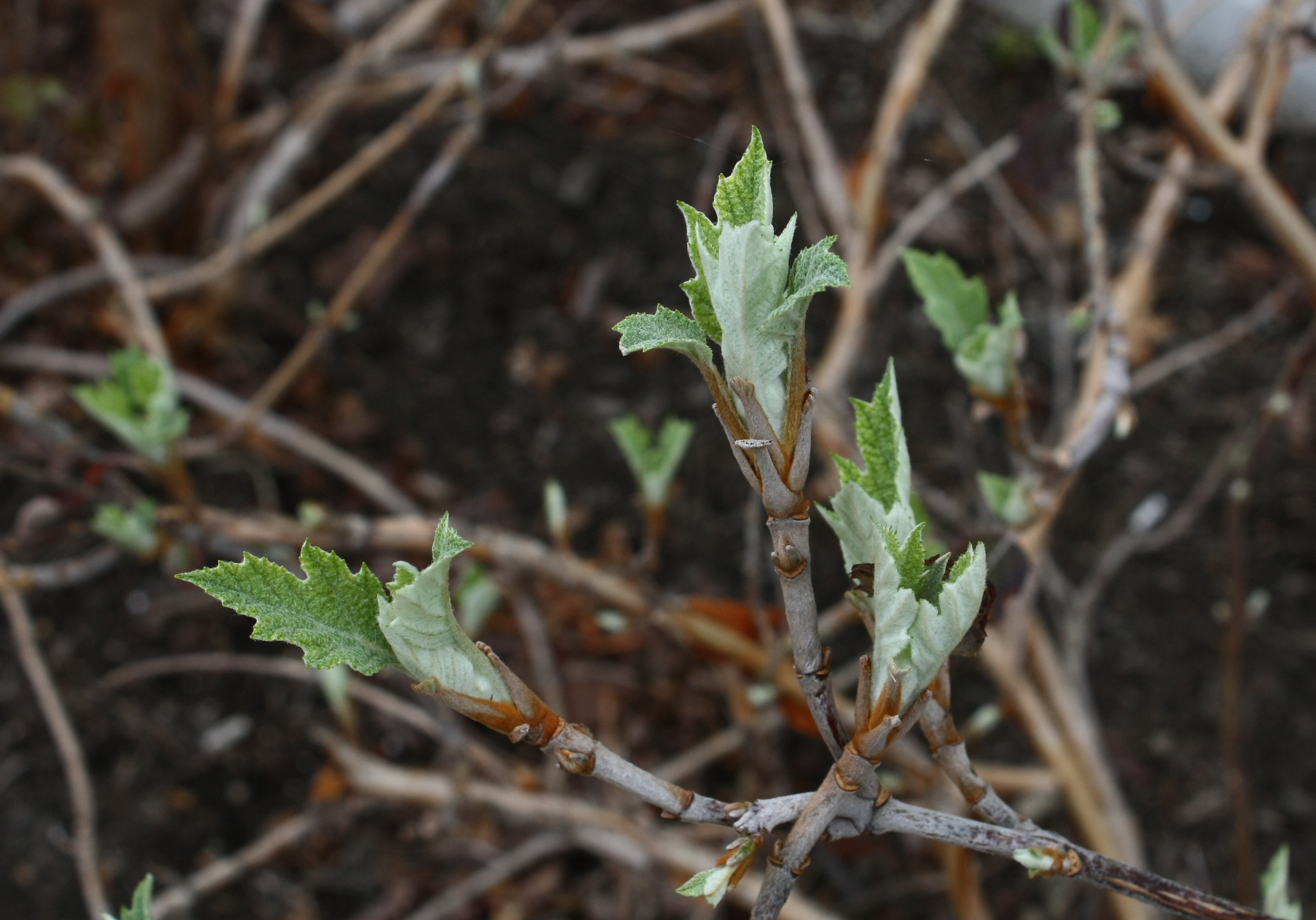
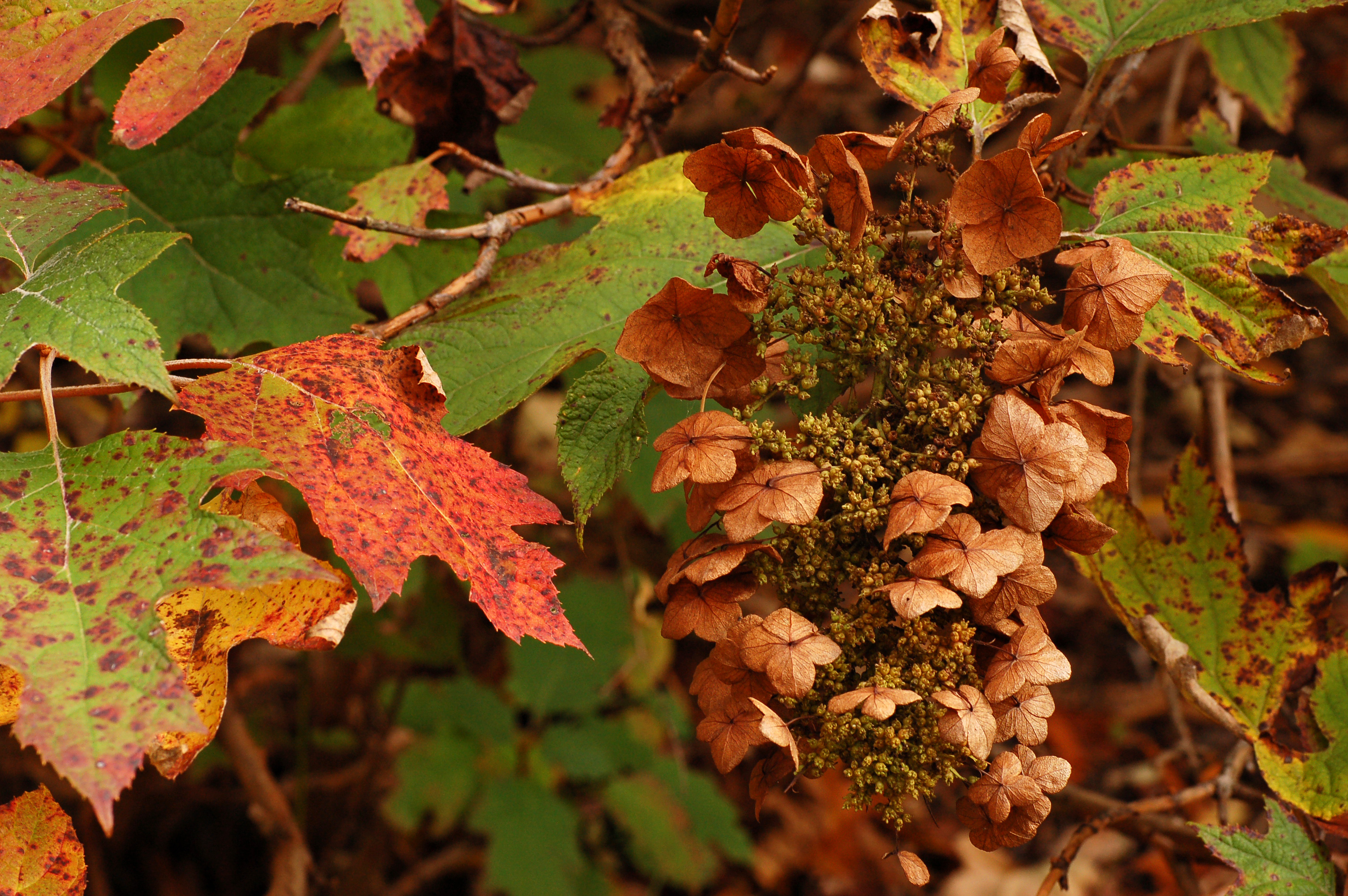